# Zone Club
Zone Club (fostul Club) a fost un canal de televiziune european de lifestyle și de divertisment.
În Europa, postul a fost înlocuit de Fine Living Network, iar în Polonia a fost înlocuit de CBS Drama.